# Campeonato Uruguayo de Primera División 1981
El Campeonato Uruguayo 1981 fue el 77° torneo de primera división del fútbol uruguayo, correspondiente al año 1981.
El campeón fue el Club Atlético Peñarol y el goleador del torneo fue Rubén Paz de dicho equipo.

## Desarrollo

### Posiciones
| Puesto | Equipo               | Pts | PJ | PG | PE | PP | GF | GC | Dif |
| ------ | -------------------- | --- | -- | -- | -- | -- | -- | -- | --- |
| 1°     | Peñarol              | 44  | 28 | 19 | 6  | 3  | 63 | 25 | 38  |
| 2°     | Nacional             | 41  | 28 | 17 | 7  | 4  | 61 | 35 | 26  |
| 3°     | Montevideo Wanderers | 35  | 28 | 11 | 13 | 4  | 37 | 27 | 10  |
| 4°     | Bella Vista          | 32  | 28 | 10 | 12 | 6  | 39 | 30 | 9   |
| 5°     | River Plate          | 31  | 28 | 9  | 13 | 6  | 38 | 34 | 4   |
| 6°     | Defensor             | 30  | 28 | 11 | 8  | 9  | 41 | 37 | 4   |
| 7°     | Miramar Misiones     | 30  | 28 | 9  | 12 | 7  | 36 | 33 | 3   |
| 8°     | Huracán Buceo        | 28  | 28 | 7  | 14 | 7  | 32 | 33 | -1  |
| 9°     | Cerro                | 25  | 28 | 7  | 11 | 10 | 37 | 38 | -1  |
| 10°    | Rampla Juniors       | 23  | 28 | 6  | 11 | 11 | 23 | 40 | -17 |
| 11°    | Liverpool            | 23  | 28 | 7  | 9  | 12 | 22 | 43 | -21 |
| 12°    | Danubio              | 21  | 28 | 6  | 9  | 13 | 38 | 39 | -1  |
| 13°    | Progreso             | 21  | 28 | 5  | 11 | 12 | 31 | 51 | -20 |
| 14°    | Sud América          | 20  | 28 | 5  | 10 | 13 | 28 | 39 | -11 |
| 15°    | Fénix                | 16  | 28 | 4  | 8  | 16 | 29 | 51 | -22 |

|  | Campeón uruguayo.             |
|  | Desciende a Segunda división. |

|                                                   |
| Uruguay                                           |
| Campeón Uruguayo 1981 Peñarol 35.to título de AUF |

#### Desempate por el sexto clasificado a la Liguilla Pre-Libertadores
|  | Defensor | 2:1 | Miramar Misiones |  |  |

## Clasificación a torneos continentales

### Liguilla Pre-Libertadores
Peñarol como campeón uruguayo, y Defensor, fueron los representantes uruguayos en la Copa Libertadores de 1982.
| Pos. | Equipo      | Pts. | PJ | PG | PE | PP | GF | GC | Dif. |
| ---- | ----------- | ---- | -- | -- | -- | -- | -- | -- | ---- |
| 1°   | Defensor    | 7    | 5  | 3  | 1  | 1  | 8  | 6  | 2    |
| 2°   | Peñarol     | 6    | 5  | 3  | 0  | 2  | 5  | 3  | 2    |
| 3°   | Bella Vista | 6    | 5  | 3  | 0  | 2  | 4  | 3  | 1    |
| 4°   | Nacional    | 5    | 5  | 2  | 1  | 2  | 6  | 6  | 0    |
| 5°   | Wanderers   | 3    | 5  | 1  | 1  | 3  | 4  | 6  | -2   |
| 6°   | River Plate | 3    | 5  | 1  | 1  | 3  | 5  | 8  | -3   |

|  | Clasifica a la Copa Libertadores 1982. |

| Uruguay                                    |
| Campeón Liguilla 1981 Defensor 3.er título |

#### Desempate por el segundo clasificado a la Copa Libertadores
| 1 de febrero de 1982 | Peñarol                                                          | 4:0 (1:0) | Bella Vista | Estadio Centenario, Montevideo                                       |                                                                      |
|                      | Venancio Ramos 43', 84' · Fernando Morena 50' · Alexis Noble 87' |           |             | Asistencia: 38.000 espectadores Árbitro(s): José Luis Martínez Bazán | Asistencia: 38.000 espectadores Árbitro(s): José Luis Martínez Bazán |

### Equipos clasificados

#### Copa Libertadores 1982
|   | Equipo   | Clasificación como       |
| - | -------- | ------------------------ |
| 1 | Defensor | Campeón Liguilla 1981    |
| 2 | Peñarol  | Subcampeón Liguilla 1981 |

## Descenso

### Desempate por la permanencia
|  | Rampla Juniors | 0:1     | Liverpool |  |  |
|  |                | Reporte |           |  |  |

|  | Rampla Juniors | 2:1     | Liverpool |  |  |
|  |                | Reporte |           |  |  |

|  | Rampla Juniors | 0:0 (5:4 p.) | Liverpool |  |  |
|  |                | Reporte      |           |  |  |

Liverpool fue autorizado a permanecer en la Primera División.